# Kurgan (thành phố)
Kurgan (tiếng Nga: Курган) là thành phố và trung tâm hành chính của tỉnh Kurgan, Nga. Đây là một trong những thành phố lâu đời nhất ở Siberi. Nó được thành lập năm 1662, sau đó được gọi là Tsaryovo Gorodishche (Царёво Городище), và có được tên như hiện nay vào năm 1782, Kurgan trở thành thủ phủ của tỉnh Kurgan vào năm 1943.
Kurgan nằm trên tuyến đường sắt xuyên Siberia, giữa Yekaterinburg và Omsk. Dân số: 345,515 (điều tra dân số 2002).
Dân số qua các thời kỳ: 333,640 (Điều tra dân số 2010); 345,515 (Điều tra dân số 2002); 355,517 (Điều tra dân số năm 1989)..

## Khí hậu
| Dữ liệu khí hậu của Kurgan              | Dữ liệu khí hậu của Kurgan | Dữ liệu khí hậu của Kurgan | Dữ liệu khí hậu của Kurgan | Dữ liệu khí hậu của Kurgan | Dữ liệu khí hậu của Kurgan | Dữ liệu khí hậu của Kurgan | Dữ liệu khí hậu của Kurgan | Dữ liệu khí hậu của Kurgan | Dữ liệu khí hậu của Kurgan | Dữ liệu khí hậu của Kurgan | Dữ liệu khí hậu của Kurgan | Dữ liệu khí hậu của Kurgan | Dữ liệu khí hậu của Kurgan |
| Tháng                                   | 1                          | 2                          | 3                          | 4                          | 5                          | 6                          | 7                          | 8                          | 9                          | 10                         | 11                         | 12                         | Năm                        |
| --------------------------------------- | -------------------------- | -------------------------- | -------------------------- | -------------------------- | -------------------------- | -------------------------- | -------------------------- | -------------------------- | -------------------------- | -------------------------- | -------------------------- | -------------------------- | -------------------------- |
| Cao kỉ lục °C (°F)                      | 4.3 (39.7)                 | 8.0 (46.4)                 | 17.3 (63.1)                | 31.3 (88.3)                | 36.6 (97.9)                | 38.5 (101.3)               | 40.5 (104.9)               | 38.5 (101.3)               | 35.8 (96.4)                | 24.6 (76.3)                | 14.2 (57.6)                | 5.8 (42.4)                 | 40.5 (104.9)               |
| Trung bình ngày tối đa °C (°F)          | −11.4 (11.5)               | −8.9 (16.0)                | −0.7 (30.7)                | 11.1 (52.0)                | 20.2 (68.4)                | 24.5 (76.1)                | 25.8 (78.4)                | 23.6 (74.5)                | 17.1 (62.8)                | 8.8 (47.8)                 | −2.5 (27.5)                | −9.2 (15.4)                | 8.2 (46.8)                 |
| Trung bình ngày °C (°F)                 | −15.5 (4.1)                | −13.8 (7.2)                | −5.7 (21.7)                | 5.1 (41.2)                 | 13.4 (56.1)                | 18.2 (64.8)                | 19.7 (67.5)                | 17.4 (63.3)                | 11.1 (52.0)                | 4.1 (39.4)                 | −6.0 (21.2)                | −12.9 (8.8)                | 2.9 (37.2)                 |
| Tối thiểu trung bình ngày °C (°F)       | −19.4 (−2.9)               | −18.3 (−0.9)               | −10.2 (13.6)               | 0.0 (32.0)                 | 6.8 (44.2)                 | 11.9 (53.4)                | 13.7 (56.7)                | 11.9 (53.4)                | 6.2 (43.2)                 | 0.2 (32.4)                 | −9.3 (15.3)                | −16.6 (2.1)                | −1.9 (28.6)                |
| Thấp kỉ lục °C (°F)                     | −47.9 (−54.2)              | −47.9 (−54.2)              | −44.3 (−47.7)              | −27.2 (−17.0)              | −10.5 (13.1)               | −3.5 (25.7)                | 2.8 (37.0)                 | −1.6 (29.1)                | −7.7 (18.1)                | −24.8 (−12.6)              | −38.8 (−37.8)              | −46.4 (−51.5)              | −47.9 (−54.2)              |
| Lượng Giáng thủy trung bình mm (inches) | 18 (0.7)                   | 14 (0.6)                   | 18 (0.7)                   | 22 (0.9)                   | 38 (1.5)                   | 51 (2.0)                   | 61 (2.4)                   | 52 (2.0)                   | 34 (1.3)                   | 34 (1.3)                   | 28 (1.1)                   | 21 (0.8)                   | 391 (15.4)                 |
| Số ngày mưa trung bình                  | 1                          | 1                          | 4                          | 10                         | 16                         | 16                         | 15                         | 17                         | 18                         | 14                         | 6                          | 2                          | 120                        |
| Số ngày tuyết rơi trung bình            | 23                         | 18                         | 14                         | 6                          | 2                          | 0.1                        | 0                          | 0                          | 1                          | 9                          | 17                         | 21                         | 111                        |
| Độ ẩm tương đối trung bình (%)          | 82                         | 80                         | 78                         | 66                         | 59                         | 63                         | 69                         | 72                         | 74                         | 77                         | 81                         | 81                         | 74                         |
| Số giờ nắng trung bình tháng            | 72                         | 118                        | 185                        | 237                        | 279                        | 306                        | 300                        | 251                        | 180                        | 109                        | 69                         | 56                         | 2.162                      |
| Nguồn 1: Pogoda.ru.net                  |                            |                            |                            |                            |                            |                            |                            |                            |                            |                            |                            |                            |                            |
| Nguồn 2: NOAA (đo nắng, 1961–1990)      |                            |                            |                            |                            |                            |                            |                            |                            |                            |                            |                            |                            |                            |